# Some Other Ones
Some Other Ones — короткий інструментальний альбом канадського музиканта Мака Демарко, випущений 8 липня 2015 року на Bandcamp і перевиданий у 2023 році на всіх платформах разом із вініловою версією.
Реліз 2015 року отримав статус культового, і його можна було знайти лише через вживані копії, отримані фанатами, коли він ще був доступний на Bandcamp. Колекція інструментальних композицій описується як «природне продовження» попереднього альбому ДеМарко Salad Days 2014 року.

## Історія
Влітку 2015 року Мак ДеМарко випустив Some Other Ones — збірку оригінальних інструментальних записів, які ДеМарко назвав своїм «саундтреком до барбекю» — для цифрового завантаження ексклюзивно на Bandcamp. Він був записаний лише за 5 днів у його домі у Фар-Рокавей, штат Квінс, приблизно через рік після величезного успіху його третього альбому Salad Days і лише за кілька тижнів до виходу міні-альбому Another One. Спочатку випущений у поєднанні з барбекю, яке ДеМарко влаштував для реклами Another One і збору пожертвувань продовольчого банку, Some Other Ones незабаром став вважатися серед його шанувальників ключовим записом у його улюбленому каталозі.
Тепер, майже через 10 років, і після успіху його нещодавнього повноформатного інструментального альбому Five Easy Hot Dogs (2023), Some Other Ones нарешті отримав повний випуск. Альбом тепер доступний у цифровому вигляді на всіх потокових платформах і випущений першим і єдиним обмеженим тиражем на вінілових платівках.

## Список композицій
| #     | Назва           | Тривалість |
| ----- | --------------- | ---------- |
| 1.    | «Little Pepper» | 2:39       |
| 2.    | «Onion Man»     | 2:44       |
| 3.    | «Peter Pickles» | 1:59       |
| 4.    | «Don Juan»      | 1:56       |
| 5.    | «Young Coconut» | 2:42       |
| 6.    | «Hachiko»       | 2:42       |
| 7.    | «Fish Terry»    | 2:03       |
| 8.    | «Hoso Boyo»     | 3:02       |
| 9.    | «Special K»     | 2:20       |
| 22:12 |                 |            |